# IBM Quantum Platform
IBM Quantum Platform (anteriormente conhecida como IBM Quantum Experience), é uma plataforma online que permite acesso público e premium aos serviços de computação quântica baseados em nuvem fornecidos pela IBM. Isso inclui acesso a um conjunto de processadores quânticos protótipos da IBM, um conjunto de tutoriais sobre computação quântica e acesso a um livro didático interativo. Em fevereiro de 2021, existem mais de 20 dispositivos no serviço, seis dos quais estão disponíveis gratuitamente para o público. Este serviço pode ser usado para executar algoritmos e experimentos, e explorar tutoriais e simulações sobre o que pode ser possível com a computação quântica.
Os usuários interagem com um processador quântico através do modelo de computação de circuito quântico. Os circuitos podem ser criados tanto graficamente com o Quantum Composer, quanto programaticamente dentro dos notebooks Jupyter do Quantum Lab. Os circuitos são criados usando o Qiskit e podem ser compilados para OpenQASM para execução em sistemas quânticos reais.

## História
- O serviço foi lançado em maio de 2016 como o IBM Quantum Experience[1] com um processador quântico de cinco qubits e um simulador correspondente conectado em um padrão em forma de estrela. Naquela época, os usuários só podiam interagir com o hardware através da interface gráfica do Quantum Composer. Os circuitos quânticos também estavam limitados aos portões de dois qubits específicos disponíveis no hardware.

- Em julho de 2016, a IBM lançou o fórum da comunidade IBM Quantum Experience. Posteriormente, este foi substituído por um espaço de trabalho no Slack.

- Em janeiro de 2017, a IBM fez várias adições à IBM Quantum Experience,[2] incluindo o aumento do conjunto de interações de dois qubits disponíveis no processador quântico de cinco qubits, a expansão do simulador para topologias personalizadas de até vinte qubits, e permitindo que os usuários interajam com o dispositivo e o simulador usando código de linguagem de montagem quântica.

- Em março de 2017, a IBM lançou o Qiskit[3] para permitir que os usuários escrevam código e executem experimentos no processador quântico e no simulador com mais facilidade. Um guia do usuário para iniciantes também foi adicionado.

- Em maio de 2017, a IBM disponibilizou um processador adicional de 16 qubits no serviço IBM Quantum.[4]

- Em janeiro de 2018, a IBM lançou um programa de prêmios quânticos, hospedado na IBM Quantum Experience.[5]

- Em maio de 2019, uma grande reformulação do serviço foi realizada, incluindo a adição de cadernos Jupyter hospedados na web e integração com o livro didático online e interativo do Qiskit.[6]

- Após uma reformulação em março de 2021, foi feita uma maior distinção entre a interface gráfica do Composer e os cadernos Jupyter. O nome IBM Quantum Experience foi aposentado em favor dos nomes separados IBM Quantum Composer e IBM Quantum Lab.

Agora é chamado coletivamente de Plataforma IBM Quantum.

## IBM Quantum Composer
O Quantum Composer é uma Interface gráfica do usuário (GUI) projetada pela IBM para permitir que os usuários construam vários algoritmo quânticos ou executem outros experimentos quânticos. Os usuários podem ver os resultados de seus algoritmos quânticos executando-os em um processador quântico real ou usando um simulador. Os algoritmos desenvolvidos no Quantum Composer são chamados de "partitura quântica", em referência ao Quantum Composer se assemelhar a uma partitura musical.
O compositor também pode ser usado no modo de script, onde o usuário pode escrever programas na linguagem OpenQASM. Abaixo está um exemplo de um programa muito pequeno, desenvolvido para o computador de 5 qubits da IBM. O programa instrui o computador a gerar um estado quântico {\displaystyle |\Psi \rangle ={\frac {1}{\sqrt {2}}}\left(|000\rangle +|111\rangle \right)}, um estado GHZ de 3 qubits, que pode ser pensado como uma variante do estado Bell, mas com três qubits em vez de dois. Em seguida, ele mede o estado, forçando-o a colapsar para um dos dois resultados possíveis, {\displaystyle |000\rangle } ou {\displaystyle |111\rangle }.
```
include
 
"qelib1.inc"

qreg
 
q
[
5
];
                
// aloca 5 qubits (configurados automaticamente para |00000>)

creg
 
c
[
5
];
                
// aloca 5 bits clássicos

h
 
q
[
0
];
                   
// Transformada de Hadamard no qubit 0

cx
 
q
[
0
],
 
q
[
1
];
            
// Transformada condicional de Pauli X (ou seja, "CNOT") dos qubits 0 e 1

                          
// Neste ponto, temos um estado Bell de 2 qubits (|00> + |11>)/sqrt(2)

cx
 
q
[
1
],
 
q
[
2
];
            
// isso expande o emaranhamento para o 3º qubit

measure
 
q
[
0
]
 
->
 
c
[
0
];
     
// essa medição colapsa todo o estado de 3 qubits

measure
 
q
[
1
]
 
->
 
c
[
1
];
     
// portanto, o qubit 1 e 2 leem o mesmo valor que o qubit 0

measure
 
q
[
2
]
 
->
 
c
[
2
];

```

Cada instrução na linguagem QASM é a aplicação de uma porta quântica, inicialização dos registros do chip para zero ou medição desses registros.

## Seu uso
- Em 2018, a IBM relatou que havia mais de 80.000 usuários da IBM Quantum Experience, que coletivamente executaram mais de 3 milhões de experimentos.[8]

- Muitos artigos acadêmicos foram publicados por pesquisadores que conduziram experimentos usando o serviço.[9][10][11][12][13][14][15][16][17][18][19][20][21][22][23][24][25][26]